# 士官学校
士官学校（しかんがっこう、英語: military academy, service academy）とは、軍隊の士官（将校）を養成する軍学校。
近代の日本においては、戦前は、帝国陸軍の陸軍士官学校・陸軍航空士官学校、帝国海軍の海軍兵学校が主に該当する。戦後の自衛隊においては、防衛大学校、および陸上・海上・航空の各幹部候補生学校が主に該当する。同じく戦後の海上保安庁においては海上保安大学校が該当する。
軍隊組織を採るキリスト教会の救世軍も、士官（牧師）を養成する神学校を救世軍士官学校と称している。

## 日本の士官学校

### 大日本帝国軍
- 陸軍士官学校 (日本) / 陸軍航空士官学校
  - 陸軍幼年学校
  - 陸軍予科士官学校
- 陸軍経理学校
- 陸軍予備士官学校 (日本)
- 海軍兵学校 (日本)
- 海軍機関学校
- 海軍経理学校

### 自衛隊
- 防衛大学校
- 防衛医科大学校
- 陸上自衛隊幹部候補生学校
- 海上自衛隊幹部候補生学校
- 航空自衛隊幹部候補生学校

## 各国の士官学校

### アメリカ合衆国
- 陸軍士官学校 (アメリカ合衆国)
- 海軍兵学校 (アメリカ合衆国)
- 空軍士官学校 (アメリカ合衆国)
- 沿岸警備隊士官学校 (アメリカ合衆国)

### イギリス
- サンドハースト王立陸軍士官学校
- ブリタニア王立海軍兵学校

### イタリア
- モデナ陸軍士官学校
- リヴォルノ海軍兵学校
- ポッツオーリ空軍士官学校
- ヌンツィアテッラ陸軍学校（英語版）
- フランチェスコ・モロジーニ海軍学校（英語版）
- ジュリオ・ドゥーエ空軍学校（イタリア語版）

### オーストラリア
- オーストラリア国防軍士官学校

### 大韓民国
- 韓国陸軍士官学校
- 韓国海軍士官学校
- 韓国空軍士官学校

### 中華民国（台湾）
- 陸軍軍官学校
- 海軍軍官学校
- 空軍軍官学校
- 国防大学
- 国防医学院

### ドイツ
- 陸軍士官学校（Offizierschule des Heeres）
- ミュルヴィク海軍兵学校（Marineschule Mürwik）
- 空軍士官学校（Offizierschule der Luftwaffe）
- 連邦軍大学（Universität der Bundeswehr）
  - ミュンヘン連邦軍大学（Universität der Bundeswehr München）
  - ヘルムート・シュミット大学（Helmut-Schmidt-Universität）
- 連邦軍指揮幕僚大学校（Führungsakademie der Bundeswehr）

### フランス
- サン・シール陸軍士官学校
- 海軍兵学校 (フランス)
- 空軍士官学校 (フランス)

### ミャンマー
- ミャンマー国軍士官学校